# ایزوتیازولینون
ایزوتیازولینون (به انگلیسی: Isothiazolinone) یک ترکیب شیمیایی با شناسه پاب‌کم ۹۶۹۱۷ است. 